# ロバーツポート
ロバーツポート（英語: Robertsport）とは西アフリカリベリアにある町。シエラレオネと国境近くの、グランドケープマウント郡にある同郡の郡庁所在地で、海岸沿いのピソ湖沿いの半島にある。人口は3,933人（2008年国勢調査）。初代リベリア大統領ジョセフ・ジェンキンス・ロバーツのロバーツの名を取って名付けられている。
ロバーツポートの海岸はサーフィンで賑わう観光地だったが、1989年以降の内戦の影響で大ダメージを受け、町の多くの建造物などは破壊されてしまった。町のピソ湖は別名フィッシャーマン湖（Fisherman's Lake）などとも呼ばれているが漁業が盛んで、現在、漁業が町の主産業である。
19世紀にアメリカからの解放奴隷（アメリコ・ライベリアン）の入植地の町として発展した。1944年第二次世界大戦中、リベリアは西アフリカにおける連合国の重要な供給地となるが、アメリカはロバーツポートにドイツ軍を撃退する為、アメリカ軍が利用出来る滑走路や港施設など建設した。その後、ロバーツポートの海岸はリベリアのサーフィン地としての観光地となった。